# Nicola Ugo Stame
Nicola Ugo Stame (Foggia, 8 gennaio 1908 – Roma, 24 marzo 1944) è stato un partigiano e tenore italiano, vittima dell'eccidio delle Fosse Ardeatine, medaglia d'argento al valor militare alla memoria.

## Biografia
Sin da giovane, invogliato da amici e parenti, che riconoscono le sue qualità canore, inizia la sua carriera artistica di tenore lirico, trasferendosi a Roma ed esibendosi al Teatro dell'Opera in brani tratti da Il trovatore di Giuseppe Verdi; dal terzo atto di tale opera 
è tratta l'unica testimonianza della carriera artistica di Nicola Stame, una rara registrazione in cui il tenore partigiano interpreta "Ah sì, ben mio, coll'essere". In Via dei Volsci, nella zona di San Lorenzo, una targa posta dai suoi compagni ricorda la casa in cui abitò prima di entrare in clandestinità.

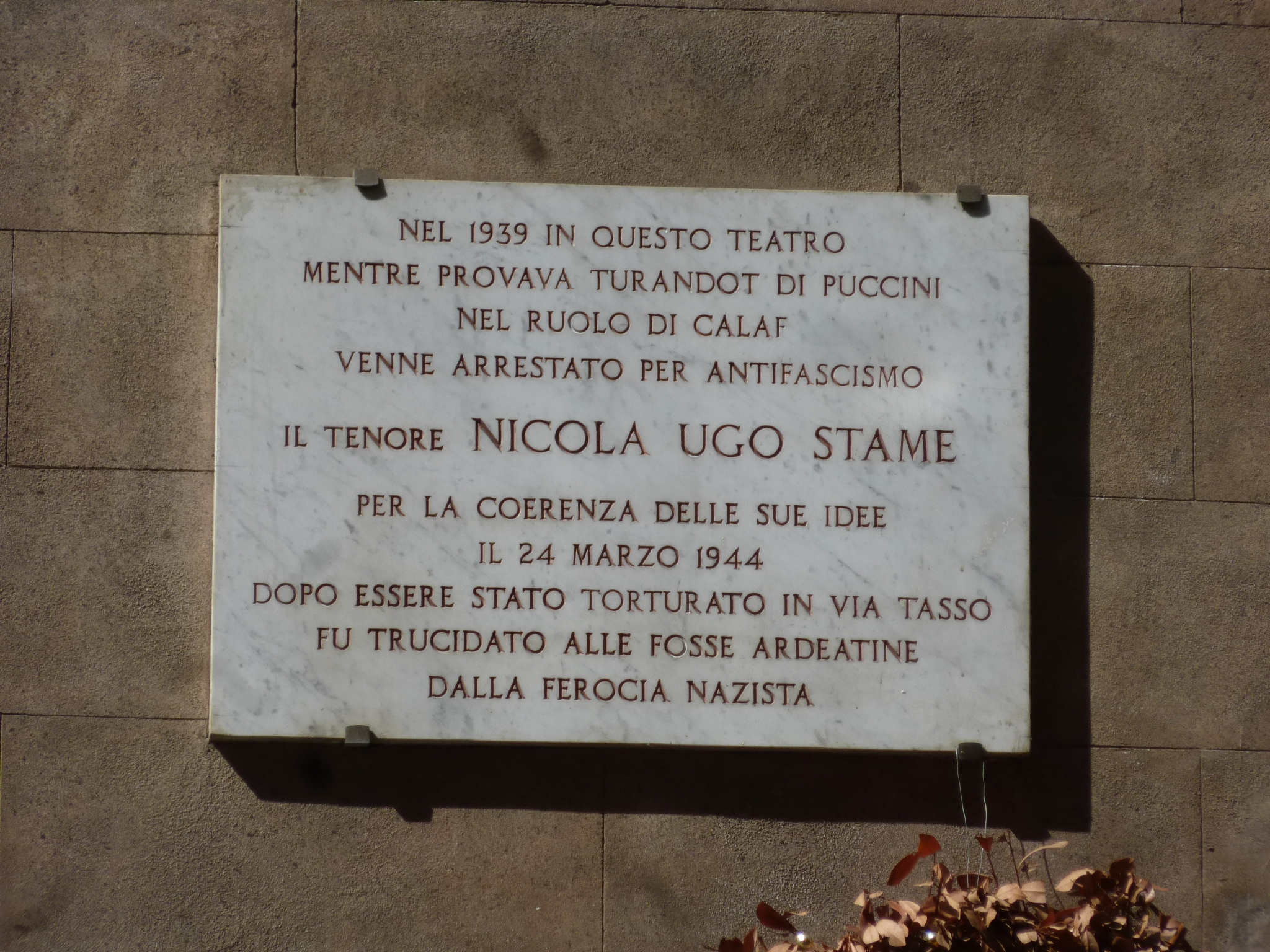
Memoria del tenore Nicola Ugo Stame sul fianco del Teatro dell'Opera dove subì il primo arresto nel 1939.

Ed è da giovane che comincia a manifestare il suo antifascismo non aderendo al PNF (Partito Nazionale Fascista) e già per questo viene arrestato dalla Polizia nel 1939 proprio al "Teatro dell'Opera" mentre sta provando la "Turandot" di Giacomo Puccini e, in seguito, dopo 4 mesi di prigione, viene segnalato come Sorvegliato Speciale.
Durante la seconda guerra mondiale diviene Sergente Maggiore della Regia Aeronautica e, dopo l'armistizio dell'8 settembre, anziché continuare la carriera di tenore e fuggire negli USA (dove era già in programma una tournée), decide di rimanere nella Capitale, arruolandosi nel gruppo clandestino di Resistenza "Movimento Comunista d'Italia-Bandiera Rossa".
Il 24 gennaio 1944 viene arrestato, condotto in via Tasso, torturato e condannato dal Tribunale Speciale Tedesco al carcere duro in Germania (condanna respinta dal feldmaresciallo tedesco Albert Kesselring), quindi viene trasferito al carcere di Regina Coeli. Qui viene prelevato per essere ucciso alle Fosse Ardeatine assieme ad altri 334 uomini il 24 marzo 1944. Assieme a quello di altre 37 vittime dell'eccidio, il suo corpo rimase orrendamente decapitato dal colpo di arma da fuoco esploso dalla S.S. che lo uccise, come verificato al momento del recupero dei resti, dopo la liberazione di Roma.
Negli anni sessanta gli viene dedicata una via nel quartiere Spinaceto, a Roma. Nel 1997 l'amministrazione Comunale di Foggia gli intitola una via nel Rione Martucci, Vico Ugo Stame. Nel marzo 2018, il sindaco di Foggia depostava una corona d'alloro davanti al cippo dedicato alla sua memoria.
A lui è dedicato il nome dell'orchestra del Liceo Musicale Poerio di Foggia 
Dal marzo 2007 la figlia del caduto, Rosetta Stame, rimasta orfana del padre all'età di sei anni, è stata acclamata quale presidente dell'ANFIM (Associazione Nazionale tra le Famiglie Italiane dei Martiri Caduti per la Libertà della Patria), subentrando allo scomparso Giovanni Gigliozzi, rimasto alla guida dell'associazione per trent'anni.